# Луций Кассий Лонгин (консул-суффект 11 года)
Луций Кассий Лонгин (лат. Lucius Cassius Longinus; 43 год до н. э. — 18/19 годы н. э.) — политический деятель эпохи ранней Римской империи. Известен строгостью и соблюдением старинных обычаев и традиций.
Происходил из рода нобилей Кассиев. Его отцом был Луций Кассий Лонгин, который, вероятно, был племянником убийцы Гая Юлия Цезаря Гая Кассия Лонгина. О молодых годах мало сведений. В 11 году н. э. становится консулом-суффектом. Входил в коллегию Арвальских братьев. Больше о его карьере ничего неизвестно. Вероятно, не играл какой-либо существенной роли в политической жизни, полностью поддерживая императоров.
Супругой Лонгина была дочь консула 11 года до н. э. Квинта Элия Туберона Элия. В их браке родились двое сыновей: консул-суффект 30 года Гай Кассий Лонгин и ординарный консул 30 года Луций Кассий Лонгин.